# Уразбаева, Эльмира Магоматовна
Эльмира Магоматовна Уразбаева (10 мая 1935, Москва — 28 февраля 2025, Лос-Анджелес, Калифорния) — советская эстрадная певица (меццо-сопрано).

## Биография
Училась в Детской музыкальной школе (семилетке) у Ольги Фабиановны Гнесиной. В 1961 году окончила филологический факультет МГУ, где овладела в совершенстве несколькими иностранными языками, но работать по специальности не стала. 

Некоторое время выступала в созданном Батыром Закировым на базе оркестра А. Двоскина Государственном эстрадном оркестре Узбекской ССР, затем — в оркестре Олега Лундстрема. 

Вместе с Михаилом Ножкиным была самой первой ведущей передачи «Голубой огонёк» на Центральном телевидении СССР в 1961 году. 

Писала стихи, автор поэтического сборника вышедшего в Ташкенте. На её стихи известный композитор Александр Флярковский написал две песни: «Шли на фронт девчонки» и «Я ищу человека». 

В конце 60-х возвращается в Узбекистан, работает на киностудии «Узбекфильм». 

В начале 90-х переехала в Лос-Анджелес к дочери. 
Последние несколько лет проживала в специальном доме по уходу за пожилыми людьми.

Скончалась 28 февраля 2025 года в Лос-Анджелесе. Похоронена на кладбище Форест-Лаун в Глендейле.

## Из репертуара
«Добрый вечер, милый друг мой»

«Думай только обо мне» (музыка Кэйити Авано, слова М. Ямагами, русский текст А. Нестеров). 

«Как много значит телефон»

«Наманганские яблоки»

«Скромный паренёк»

Исполнила (за кадром) также песни к нескольким кинофильмам, в том числе: «Всё равно ты будешь мой» из фильма «Ангел в тюбетейке» (музыка Александра Зацепина — слова Леонида Дербенева), «Ну и пусть» и «Город родной» из к/ф «Любит или не любит» (музыка Александра Зацепина, стихи Гарольда Регистана).

## Избранная дискография
«Поёт Эльмира Уразбаева» (1970)

## Семья
Магомет Ташевич Уразбаев — отец Эльмиры Уразбаевой. Он был учёным, физиком, заслуженным деятелем науки и техники Узбекской ССР, академиком Узбекской Академии наук, ректором Ташкентского политехнического института.

Дважды была замужем, есть дочь Елена, внуки Александра и Макс. Три брата: Эркен Уразбаев, Эльдор Уразбаев, Шухрат Уразбаев.